# Alice Nordin
Pour les articles homonymes, voir Nordin.
Alice Nordin, née le 4 mai 1871 et morte le 26 mai 1948, est une sculptrice suédoise. 

## Formation
Alice Nordin se forme avec sa sœur Hjördis à l’École technique préparatoire, puis de 1890 à 1896 à l’Académie royale de Stockholm auprès de John Börjeson et de Theodor Lundber.
En 1898-1899, elle vit à Paris, fréquente l’Académie Colarossi et suit l’enseignement de Jean-Antoine Injalbert.

## Prix et récompenses
A l’Académie de Stockholm, elle reçoit une médaille en 1895 pour sa sculpture Crépuscule (Skymning), puis deux ans plus tard pour Rêve de printemps (En vårdröm).
Elle a présenté son travail à la compétition de sculpture lors du concours d'art aux Jeux olympiques d'été de 1932.
Alice Nordin est la première femme artiste à recevoir la médaille suédoise Litteris et Artibus en 1925.

## Amours
Alice Nordin a vécu plusieurs grandes histoires d'amour, notamment avec le compositeur Hugo Alfvén et l’écrivain danois Emil Rasmussen, qui lui ont inspiré certaines de ses œuvres.

## Quelques œuvres

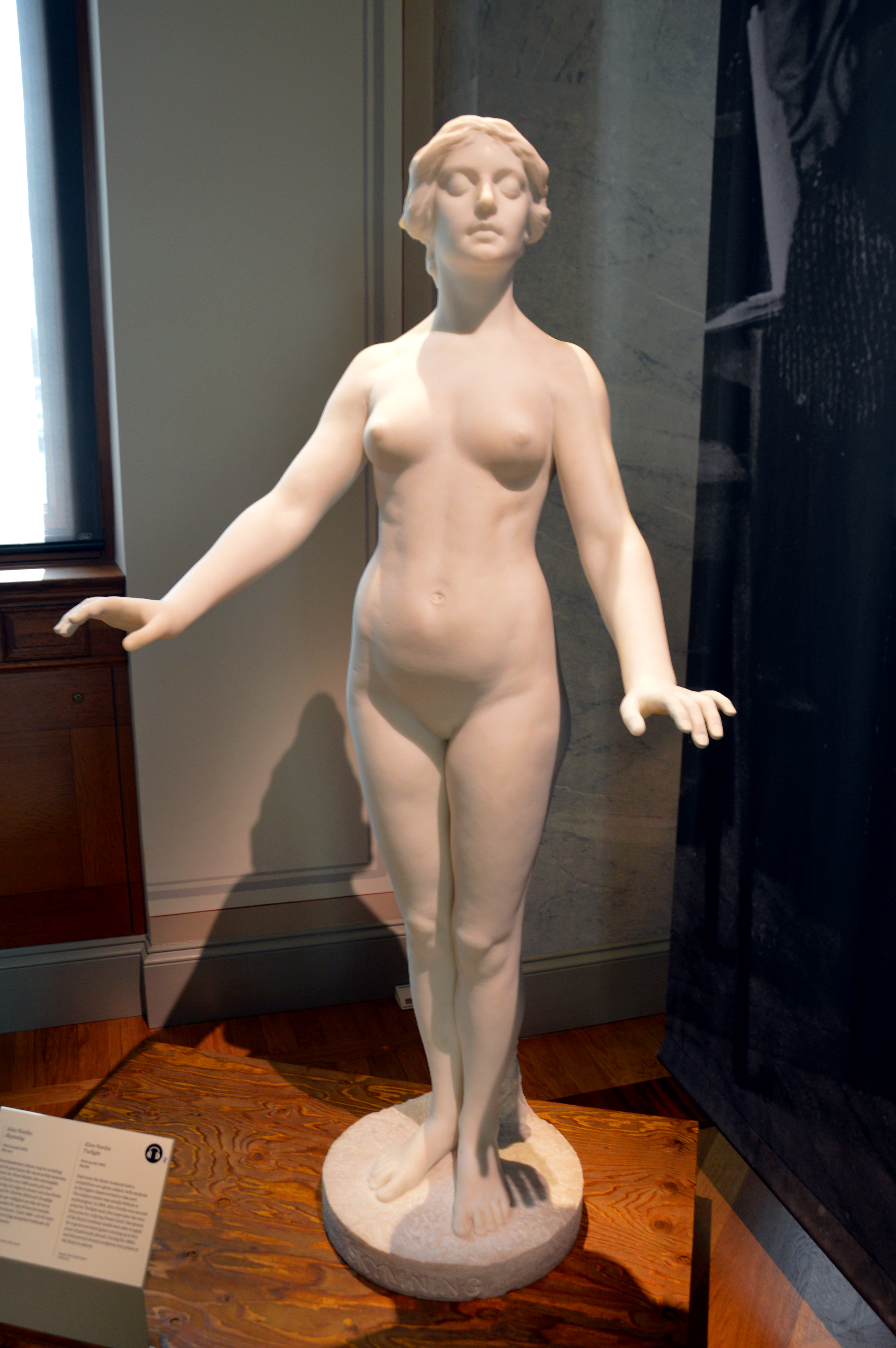
Crépuscule (1895).
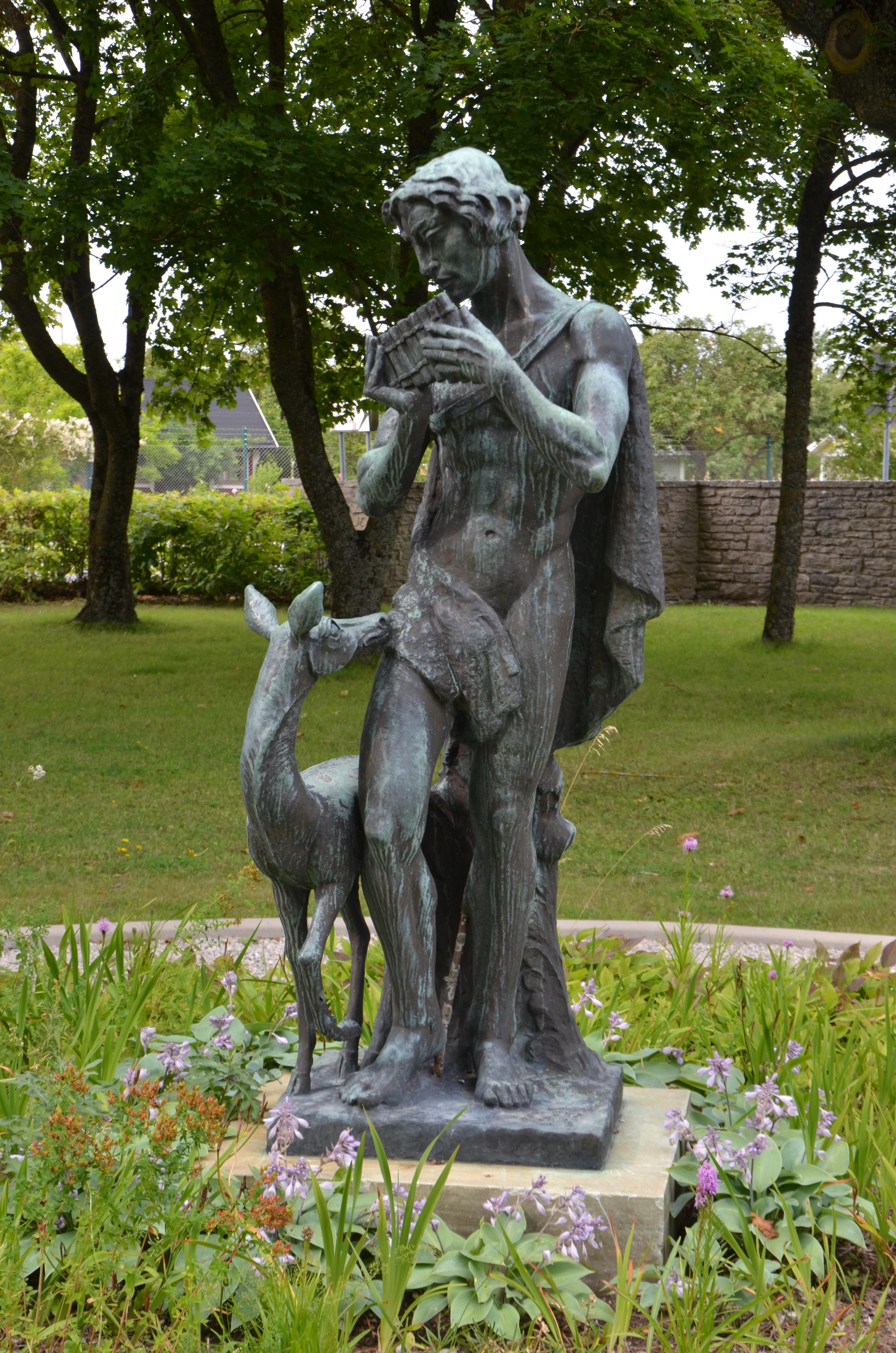
Pâtre avec une biche (1937).
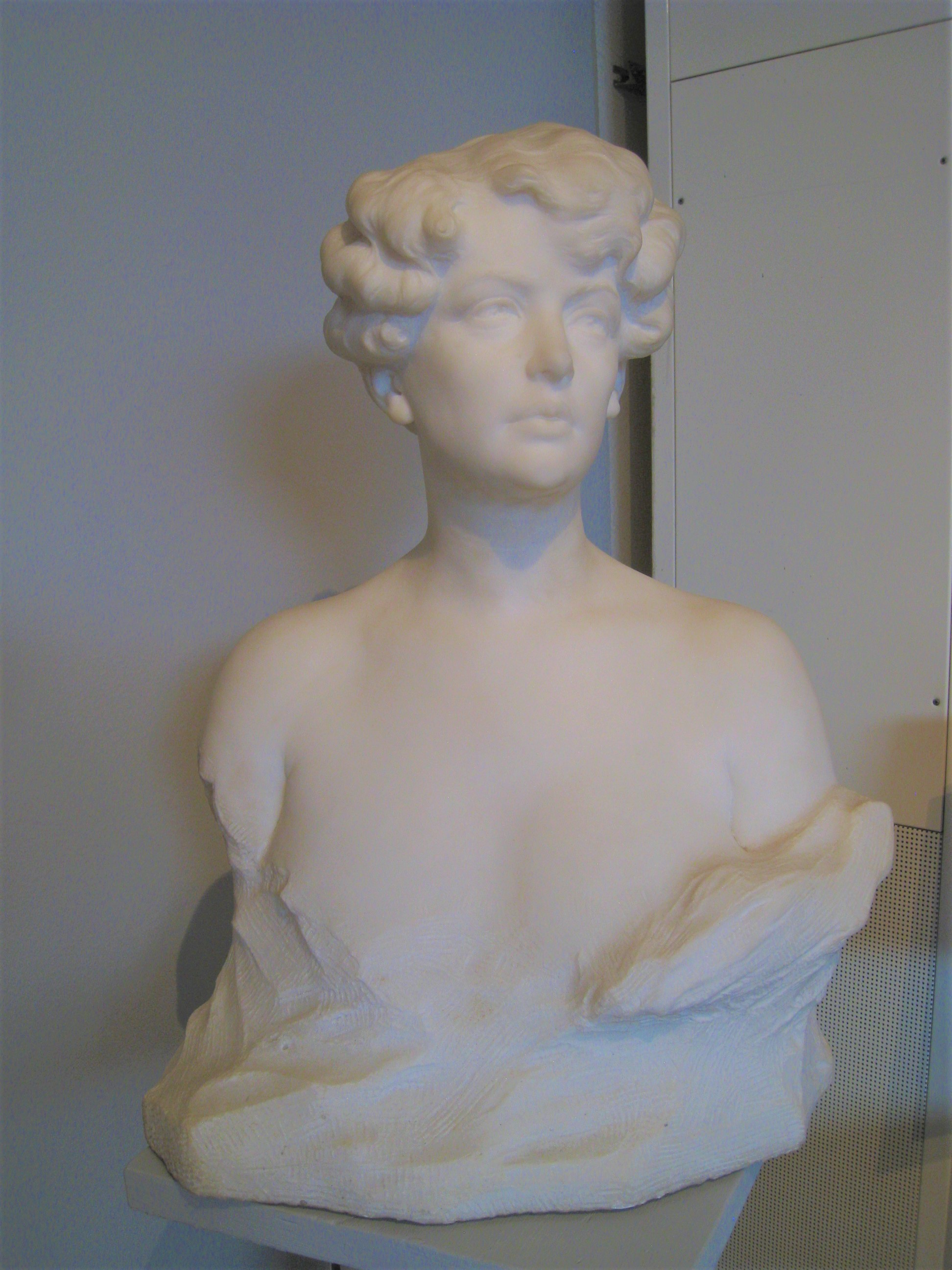
Buste de Märtha Cederström (1910).
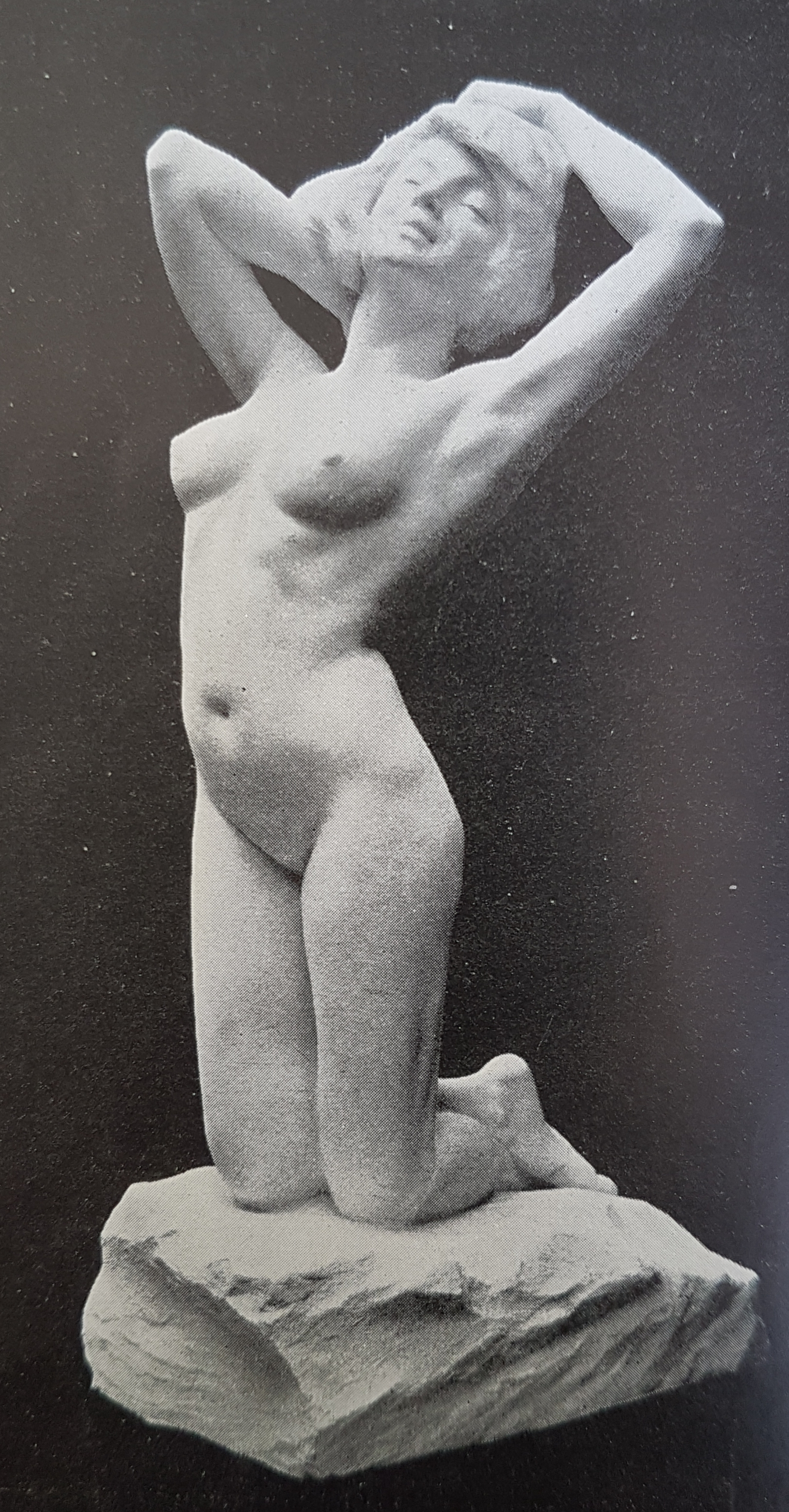
Hymne à la nature.